# Lice (architecture)
Pour les articles homonymes, voir Lice.

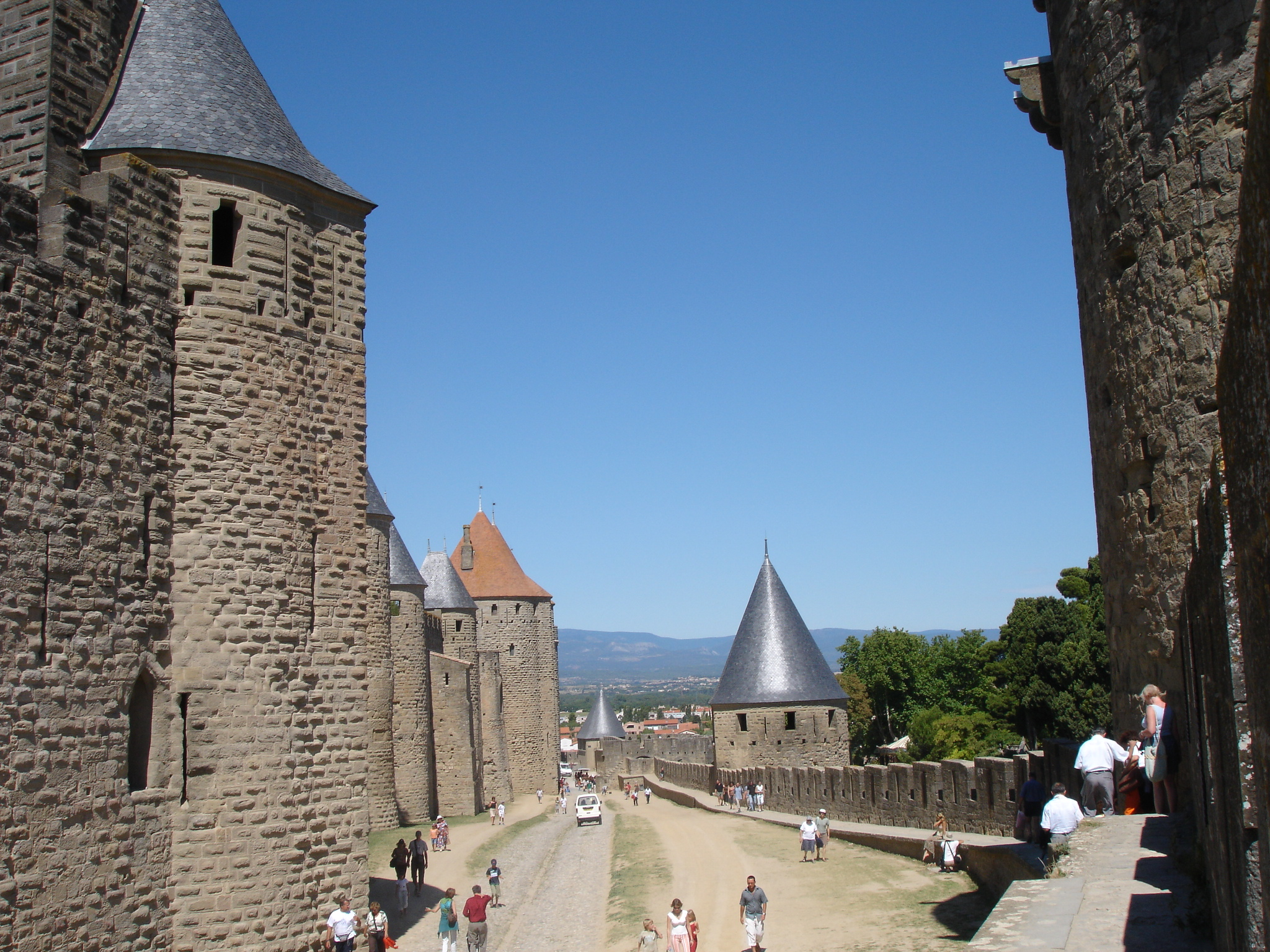
Exemple de lices dans la cité de Carcassonne, entre les première et seconde enceintes.

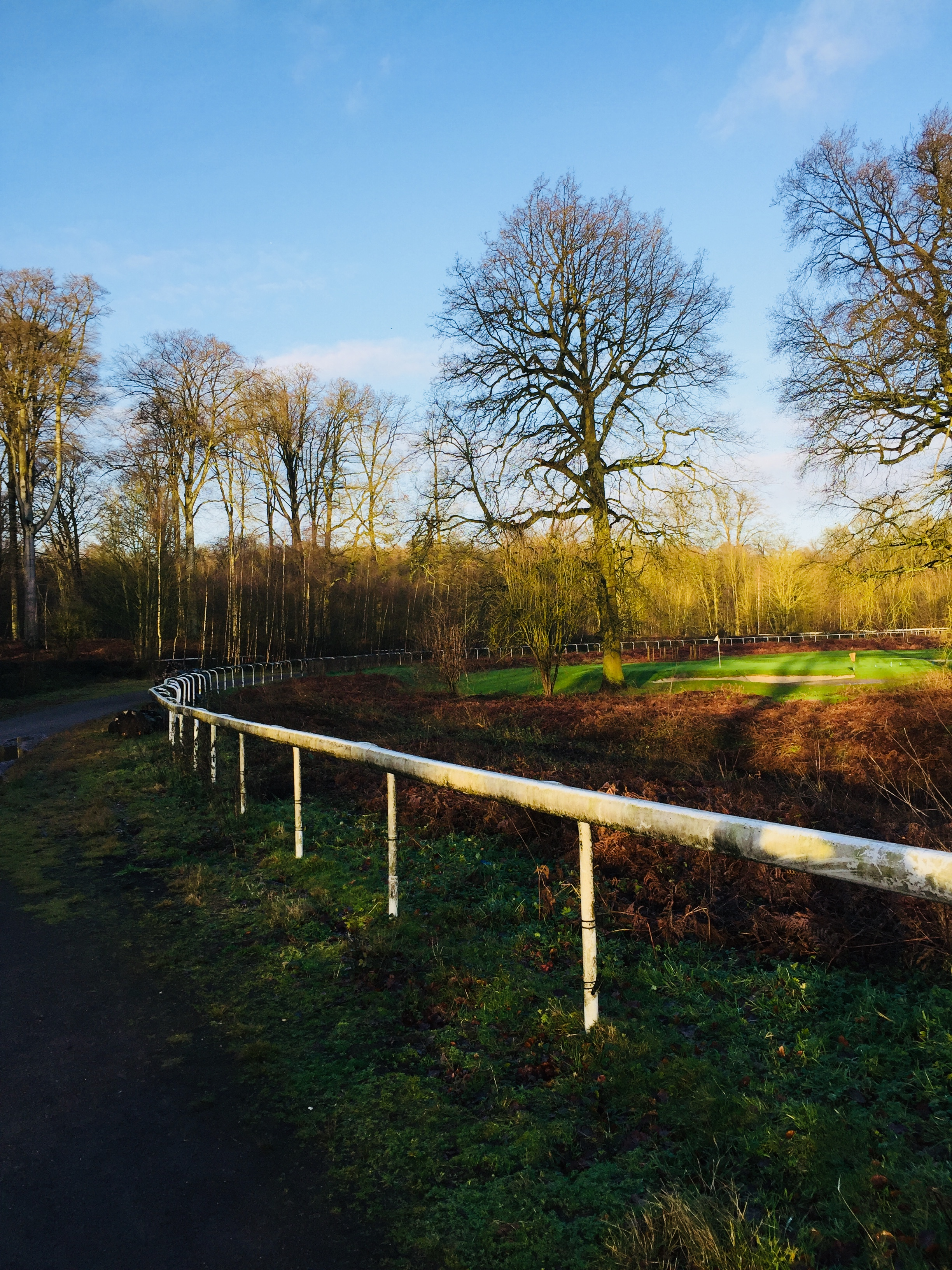
La lice de l'ancien hippodrome de Boitsfort, en Belgique, et à droite et au centre, le golf.

Une lice est une palissade qui entoure une fortification, mais également un stade. Par extension, une lice est un espace réservé entre les deux enceintes d’une ville fortifiée, ou entre les murs et les barrières extérieures. On donnait aussi le nom de lices aux champs clos destinés aux exercices, joutes, tournois, pas d'armes et jugements de Dieu.

## Étymologie
C'est un mot d'origine francique (vieux-francique *līstia, « bord, bordure »), qui s'utilise généralement au pluriel, « les lices ». Il se traduit par « barrière, palissade ».

## Histoire
À l'origine, les lices étaient des palissades construites en bois qui entouraient les maisons fortes et les châteaux. Ce nom a ensuite servi à désigner tout champ ou terrain clos destiné à des tournois ou autres exercices en plein air. Ces différents usages ont donné naissance à l'expression « entrer en lice », qui signifie « entrer en compétition ».

## Sport
Sur les stades sportifs, c'est la ligne la plus à l'extérieur, opposée à la corde (ligne la plus à l'intérieur). Comme la corde (qui oblige les coureurs à virer très fort), ce n'est pas une place idéale pour un coureur de 200 m ou de 400 m. En effet, il part en aveugle et, courant devant, ne peut pas gérer son effort en fonction de ses adversaires.
C'est aussi la barrière qui sépare le terrain de sport des tribunes.